# Halgerda graphica
Halgerda graphica is een slakkensoort uit de familie van de Discodorididae. De wetenschappelijke naam van de soort is voor het eerst geldig gepubliceerd in 1905 door Basedow & Hedley.